# Cliff Levingston
Clifford Eugene Livingston (ur. 4 stycznia 1961 w San Diego) – amerykański koszykarz, występujący na pozycji silnego skrzydłowego, dwukrotny mistrz NBA z drużyną Chicago Bulls, po zakończeniu kariery zawodniczej - trener koszykarski.
Po ukończeniu Wichita State University w 1982 wybrany w drafcie przez Detroit Pistons. Po dwóch sezonach sprzedany do Atlanta Hawks, skąd w 1990 trafił do Chicago. Tu, będąc wartościowym rezerwowym, zdobył dwukrotnie tytuł mistrzowski, w latach 1991 i 1992. Ostatnie sezony spędził w klubie Denver Nuggets, gdzie zakończył karierę w 1995.
Obecnie jest asystentem trenera w jednym z klubów letniej ligi USBL.

## Osiągnięcia
NCAA
- Uczestnik rozgrywek Sweet 16 turnieju NCAA (1981)
- Zaliczony do I składu All-region NCAA (1981)[1]
- Drużyna Wichita State Shockers zastrzegła należący do niego numer 54

NBA
- Mistrz NBA (1991, 1992)[2]

Drużynowe
- Mistrz Włoch (1994)
- Wicemistrz turnieju McDonalda (1993)
- Brąz:
  - Euroligi (1993)
  - ligi greckiej (1993)

Indywidualne
- Zaliczony do I składu turnieju McDonalda (1993)

Trenerskie
- Mistrz USBL (2003)
- Trener roku USBL (2003)